# Карл Крумбахер
Карл Крумбахер (на немски: Karl Krumbacher) е германски филолог, византист. Професор по древногръцки език в Мюнхенския университет.

## Произведения
- „Geschichte der byzantinischen Literatur von Justinian bis zum Ende des Oströmischen Reiches“ (Мюнхен, 1890, 2 изд., 1897);
- „Byzantinische Zeitschrift“ (Лайпциг, 1892 и след.)
- „Byzantinische Archiv“ (Лайпциг, 1898 и след.)
- „Griechischen Reise“ (Берлин, 1886)
- „Das Problem der neugriechischen Schriftsprache“ (Мюнхен, 1902)